# Liste des vicomtes de Lautrec
Ceci est la liste des vicomtes successifs ayant gouverné la vicomté de Lautrec.

## Les premiers vicomtes
Le premier vicomte de Lautrec est Sicard Ier de Lautrec, frère présumé d'Aton Ier, fondateur de la maison Trencavel.
- Sicard Ier de Lautrec, vicomte de 940 à 972 ;
- Isarn Ier de Lautrec, vicomte de 972 à 989 ;
- Sicard II de Lautrec, vicomte de 989 à 1038 ;
- Isarn II de Lautrec, vicomte de 1038 à 1072 ;
- Sicard III de Lautrec, vicomte de 1072 à 1073 ;
- Isarn III de Lautrec, vicomte de 1073 à 1135 ;
- Sicard IV de Lautrec, vicomte de 1135 à 1158 ;
- Sicard V de Lautrec, vicomte de 1158 à 1194 ;
- Frotard III de Lautrec, vicomte de 1198 à 1219 ;

Le premier fils de Frotard III, Bertrand Ier de Lautrec, hérite de la première moitié de la vicomté, tandis que le second, Sicard VI, obtient l'autre partie. Cela donne lieu à l'apparition de nombreuses grandes familles dans la lignée des vicomtes, mais aussi à une importante division territoriale.

## La vicomté divisée

### La première partie

#### Famille de Lautrec
Les descendants de Bertrand Ier de Lautrec possèdent la première partie de la vicomté, et sont ainsi titré vicomtes de Lautrec.
- Bertrand Ier de Lautrec, vicomte de 1219 à 1258 ;
- Sicard VII de Lautrec, vicomte de 1258 à 1277 ;
- Bertrand III de Lautrec, vicomte de 1277 à 1305 ;

En 1305, Bertrand III échange sa part de la vicomté de Lautrec avec le roi Philippe IV contre la vicomté de Caraman. Pendant 35 ans, le territoire sera ainsi rattaché au domaine royal, jusqu'à ce que le roi Philippe VI en fasse don à Gaston II de Foix-Béarn en 1340.

#### Famille de Foix
- Gaston II de Foix-Béarn, vicomte de 1340 à 1343 ;
- Gaston III de Foix-Béarn, vicomte de 1343 à 1391.

Le plus proche héritier de Gaston III de Foix-Béarn est Mathieu de Foix-Castelbon, qu'il n'apprécie pas. Il lègue donc sa part de la vicomté au roi Charles VI, mais celui-ci rend finalement les terres à Mathieu, après sa contestation. Après la mort de ce dernier, sa sœur Isabelle de Foix-Castelbon hérite du domaine, mais se le voit confisquer : en effet, son mari Archambaud de Grailly est allié des anglais. Le 10 mai 1399, il fait allégeance au roi de France et récupère ses terres. On a ainsi :
- Mathieu de Foix-Castelbon, vicomte de 1391 à 1398 ;
- Archambaud de Grailly, vicomte de 1399 à 1412 par héritage de son épouse Isabelle de Foix-Castelbon ;
- Jean Ier de Foix, vicomte de 1412 à 1436 ;
- Pierre de Foix-Lautrec, vicomte de 1436 à 1454 ;
- Jean II de Foix-Lautrec, vicomte de 1454 à 1496 ;
- Odet de Foix-Lautrec, vicomte de 1496 à 1528 ;
- Henri de Foix-Lautrec, vicomte de 1528 à 1540.

Ce dernier meurt sans enfant, et la vicomté est confiée au roi de Navarre Henri II d'Albret. Néanmoins, Charles de Luxembourg la réclame en tant que mari de Claude de Foix, sœur d'Henri de Foix-Lautrec. Henri II de Navarre consent à lui laisser le domaine. Mais après la mort de Charles de Luxembourg, c'est la fille unique d'Henri II, Jeanne d'Albret, qui obtient la succession de la vicomté.
- Charles de Luxembourg, vicomte de 1540 à 1547 ;
- Jeanne d'Albret, vicomtesse de 1547 à 1562

#### Famille de Bourbon
Jeanne d'Albret épouse le 20 octobre 1548 Antoine de Bourbon, faisant de lui le roi de Navarre mais aussi le vicomte de Lautrec.
- Antoine de Bourbon (roi de Navarre), vicomte de 1548 à 1562 par héritage de sa femme Jeanne d'Albret ;
- Henri III de Bourbon-Navarre (roi de Navarre et futur roi de France sous le nom d'Henri IV), vicomte de 1562 à 1610 ;

Cette part de la vicomté est donc de nouveau rattaché au domaine royal.
- Louis XIII (roi de France), vicomte de 1610 à 1642.

En 1642, Louis XIII vend la vicomté de Lautrec à Hector-Louis de Gélas, déjà héritier d'une partie de la vicomté.

### La seconde partie

#### L'explosion de la vicomté
Les descendants de Sicard VI de Lautrec possèdent la seconde partie de la vicomté. Néanmoins, celui-ci applique la tradition de la co-seigneurie et tous ses fils sont censés être titrés vicomtes de Lautrec. Néanmoins, et étonnamment, trois de ses sept fils ne sont pas cités comme tels. On trouve alors :
- Sicard VI de Lautrec, vicomte de 1218 à 1235 ;
  - Pierre II de Lautrec, co-vicomte de 1235 à ?, mort sans héritier ;
  - Isarn IV de Lautrec, co-vicomte de 1235 à 1275 ;
  - Bertrand II de Lautrec, co-vicomte de 1235 à 1290 : beau-père de Philippe de Lévis ;
  - Amalric Ier de Lautrec, vicomte de 1235 à 1295 : souche des Lautrec d'Ambres.

La situation est encore compliquée par la suite des événements. La vicomté se partage alors entre quatre personnes, dont Philippe Ier de Lévis-Mirepoix-Florensac, qui hérite d'une partie grâce à son mariage avec Béatrix de Lautrec, seule héritière de Bertrand II de Lautrec. Celle-ci avait auparavant épousé Bertrand de Goth, qui est ainsi vicomte de Lautrec pendant quelques années (1290-1296).
- Frotard V de Lautrec, premier fils d'Isarn IV, co-vicomte de 1275 à 1302 ;
- Pierre III de Lautrec, second fils d'Isarn IV, co-vicomte de 1275 à 1327, premier à prendre le nom de Toulouse-Lautrec ;
- Sicard IX de Lautrec, fils d'Amalric Ier, co-vicomte de 1295 à 1315 ;
- Philippe Ier de Lévis-Mirepoix-Florensac, co-vicomte de 1296 à 1304, après son mariage avec Béatrix de Lautrec (fille de Bertrand II).

La génération suivante présente à nouveau quatre co-vicomtes, sans compter l'autre moitié de la vicomté :
- Guillaume de Lautrec, fils de Frotard V, co-vicomte de 1302 à 1352 ;
- Amalric II de Toulouse-Lautrec, fils de Pierre III, co-vicomte de 1327 à 1343 ;
- Amalric III de Lautrec, fils de Sicard IX, co-vicomte de 1315 à 1343 ;
- Philippe II de Lévis-Mirepoix, fils de Philippe Ier, co-vicomte de 1304 à 1346.

La suite de l'arbre généalogique des vicomtes de Lautrec se fait par lignées, et les liens familiaux entre vicomtes s'éloignent.

#### Les lignées

##### Famille d'Arpajon
Guillaume de Lautrec n'a pas d'héritier mâle, et sa part de la vicomté est transmise à Jean Ier d'Arpajon, fils de sa fille unique Hélène de Lautrec et d'Hugues II d'Arpajon.
- Jean Ier d'Arpajon, co-vicomte de 1352 à 1360, mort sans descendance ;
- Bérenger II d'Arpajon, co-vicomte de 1360 à 1370, frère du précédent ;
  - Hugues III d'Arpajon, co-vicomte de 1370 à 1436 ;
    - Jean II d'Arpajon, co-vicomte de 1436 à 1460 ;
      - Gui d'Arpajon, co-vicomte de 1460 à 1508 ;
        - Jean III d'Arpajon, co-vicomte de 1508 à ?;
          - René d'Arpajon, co-vicomte de ? à 1562, mort sans héritier ;

René d'Arpajon étant mort sans héritier, c'est le fils aîné de son frère Jacques d'Arpajon (mort en 1536), et donc son neveu Charles d'Arpajon qui hérite :
- Charles d'Arpajon, co-vicomte de 1562 à 1579 ;
  - Jean V d'Arpajon, co-vicomte de 1579 à 1634 ;
    - Louis d'Arpajon, co-vicomte de 1634 à 1679 ;
      - Louis II d'Arpajon, co-vicomte de 1679 à 1736, petit-fils du précédent mort sans héritier mâle.

La fille de Louis II d'Arpajon, Anne Claude Louise d'Arpajon transmet la part de la vicomté à son mari, le maréchal de France Philippe de Noailles.

##### Famille de Toulouse-Lautrec
Amalric II conserve le nom de Toulouse-Lautrec (qui restera ; cf. Lautrec) et transmet sa part à son fils aîné, Pierre IV de Toulouse-Lautrec.
- Pierre IV de Toulouse-Lautrec, co-vicomte de 1343 à 1390 ;
  - Pierre V de Toulouse-Lautrec, co-vicomte de 1390 à 1402 ;
    - Pierre VI de Toulouse-Lautrec, co-vicomte de 1402 à 1431, seigneur de Monfa en 1430 ;
      - Antoine Ier de Toulouse-Lautrec, co-vicomte de 1431 à 1490 ;
        - Antoine II de Toulouse-Lautrec, co-vicomte de 1490 à 1541 ;
          - Jean-François de Toulouse-Lautrec, co-vicomte de 1541 à 1569 ;
            - Jean Ier de Toulouse-Lautrec, co-vicomte de 1569 à 1611 ;
            - Pierre VII de Toulouse-Lautrec, co-vicomte de 1569 à 1614 ;
              - Bernard Ier de Toulouse-Lautrec, co-vicomte de 1614 à 1656 ;
                - Alexandre de Toulouse-Lautrec, co-vicomte de 1656 à 1670.

Alexandre de Toulouse-Lautrec, ancêtre direct du peintre Henri de Toulouse-Lautrec-Monfa, vend sa part de la vicomté à François de Gélas de Lautrec d'Ambres (voir ci-dessous) le 22 octobre 1670.

##### Famille de Voisins
Amalric III a un fils, Almaric IV de Lautrec mais qui meurt sans héritier masculin. Sa fille Catherine de Lautrec hérite de sa part et la transmet à son mari Jean Ier d'Astarac. Néanmoins, la sœur de Catherine, Brunissende de Lautrec, plaide contre son beau-frère et obtient gain de cause : celui-ci déchu, elle devient vicomtesse de Lautrec par arrêt du Parlement de Paris (le 8 mars 1383), titre qu'elle donne à son mari Yves de Garancières (Garencières).
- Almaric IV de Lautrec, co-vicomte de 1343 à 1370, mort sans héritier mâle ;
  - Jean Ier d'Astarac (Astarac), co-vicomte de 1370 à 1383 par mariage avec Catherine de Lautrec, fille du précédent ;
  - Brunissende de Lautrec, vicomtesse de 1383 à 1418, après avoir plaidé contre son beau-frère, Jean Ier. Son mari est Yves de Garancières.

Néanmoins, Brunissende et son mari n'ont pas d'enfants, et la vicomté est légué à Jean II de Voisins (arrière-petit-fils d'Hélix de Lautrec d'Ambres — fille de Sicard IX — et Pierre III de Voisins) par testament.
- Jean II de Voisins, co-vicomte de 1418 à 1437 ;
  - Jean III de Voisins, co-vicomte de 1437 à ? ;
    - Jean IV de Voisins, co-vicomte de ? à 1495 ;
      - Maffre de Voisins, co-vicomte de 1495 à 1544 ;
        - François de Voisins, co-vicomte de 1544 à 1576 ;
          - Louis de Voisins et son frère Jacques de Voisins, tous deux co-vicomtes de 1576 à 1606 (Jacques) et 1622 (Louis) ;

Les deux frères Louis et Jacques n'ont pas de descendance mâle, et c'est leur sœur, Ambroise de Voisins, qui hérite du domaine avant de la transmettre à son mari Lysander de Gélas.
- Lysander de Gélas, co-vicomte de 1622 à 1627, par mariage avec Ambroise de Voisins, dame d'Ambres et vicomtesse de Lautrec ;
  - Hector-Louis de Gélas, co-vicomte de 1627 à 1645.

Ce dernier va réunir une grande partie du territoire originel de la vicomté, transmis à ces descendants (voir ci-dessous).

##### Famille de Lévis-Lautrec
Philippe II, fils de Philippe Ier et Béatrix de Lautrec, perpétue la lignée de Lévis-Mirepoix, qui est aussi connue sous le nom de Lévis-Lautrec, avec son fils Guigues de Lévis.
- Guigues de Lévis, co-vicomte de 1346 à 1367 ;
  - Philippe III de Lévis, co-vicomte de 1366 à 1380 ;
    - Philippe IV de Lévis, co-vicomte de 1380 à 1440 ;
      - Antoine de Lévis, co-vicomte de 1440 à 1454 ;
        - Jean de Lévis, co-vicomte de 1454 à 1474, mort sans héritier ;
        - Antoine II de Lévis, co-vicomte de 1474 à ?, frère du précédent.

Antoine II de Lévis vend la quasi-totalité de ses biens, ainsi que l'héritage de son frère à Jean II de Bourbon. Il semble que sa portion de la vicomté de Lautrec ait fait partie de cette vente, et l'on ne retrouve ensuite plus de trace de cette part de la vicomté.

## La réunification et la dissolution
Hector-Louis de Gélas hérite d'un huitième de la vicomté de par son père, Lysander. Il se porte aussi acquéreur de la première moitié de la vicomté, vendue par le roi Louis XIII en 1642. Son fils unique, François de Gélas, est ainsi vicomte de Lautrec de 1645 à 1721, et possède les trois quarts de la vicomté, après avoir racheté la part d'Alexandre de Toulouse-Lautrec. Les deux fils de François de Gélas, Louis-Hector de Gélas (vicomte de 1721 à 1757) et Daniel-François de Gélas de Lautrec (vicomte de 1721 à 1762) mourront sans héritiers, et il semble impossible de savoir ce qu'il est advenu de leurs parts de la vicomté.
Néanmoins, dans le même temps, l'autre partie de la vicomté appartient à la famille de Noailles, depuis que Philippe de Noailles a épousé Anne Claude Louise d'Arpajon. Les deux mourront sur l'échafaud à la Révolution, tandis que dès le 4 août 1789, après les États généraux, la vicomté de Lautrec est dissoute. Leur fils, Philippe Louis Marc Antoine de Noailles aura été le dernier titré vicomte de Lautrec.

## Les personnalités
- Sicard Ier de Lautrec (910 - 972), premier vicomte de Lautrec et fondateur de la famille du même nom ;
- Gaston II de Foix-Béarn (1308 - 1343), grand seigenur médiéval, comte de Foix, co-prince d'Andorre... ;
- Gaston III de Foix-Béarn (1331-1391), fils du précédent et grand seigenur, aussi écrivain et poète ;
- Philippe IV le Bel (1268 - 1314), roi de France ;
- Archambaud de Grailly (1330 - 1412), grand gentilhomme médiéval ;
- Mathieu de Foix-Castelbon (1374 - août 1398), gentilhomme médiéval ;
- Jean Ier de Foix (1382 - 1436), grand gentilhomme médiéval ;
- Odet de Foix-Lautrec (1485-1528), maréchal de France ;
- Jeanne d'Albert (1528 -1572), reine de Navarre ;
- Antoine de Bourbon (1518 - 1562), roi-consort de Navarre ;
- Henri III de Navarre/Henri IV (1553 - 1610), roi de Navarre puis de France ;
- Louis XIII (1601 - 1643), roi de France ;
- Louis d'Arpajon (1601 - 1679), gentilhomme et militaire ;
- Daniel-François de Gélas de Lautrec (1682 - 1762), maréchal de France ;
- Philippe de Noailles (1715 - 1794), maréchal de France et sa femme Anne Claude Louise d'Arpajon (1729 - 1794), tous deux guillotinés à la Révolution ;
- Philippe Louis Marc Antoine de Noailles (1752 - 1819), fils des précédents et député de la noblesse aux états généraux de 1789.

## Les armoiries des vicomtes

Le blason de la famille de Lautrec
Le blason de la famille de Toulouse-Lautrec
Le blason de la famille de Foix-Lautrec
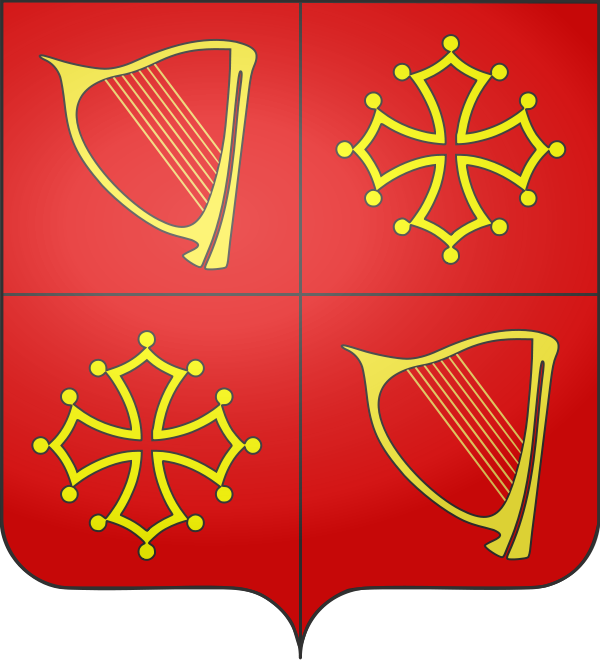
Blason de la famille d'Arpajon
Blason de la famille de Lévis-Mirepoix
Le blason de la famille de Gélas
Le blason de la famille de Voisins
Le blason de la famille de Noailles